# Corinna Harfouch

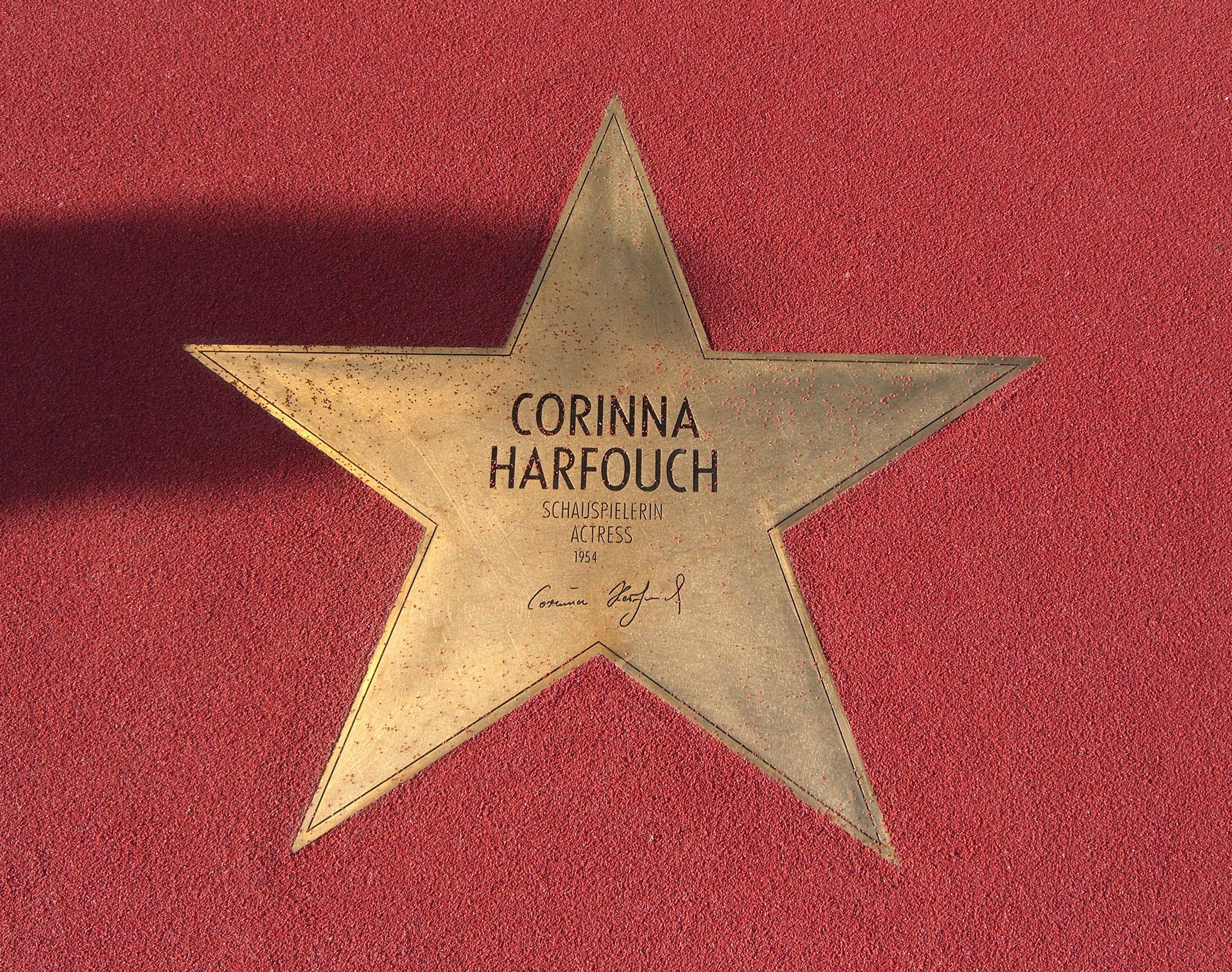

Corinna Harfouch (născută Meffert; n. 16 octombrie 1954, Suhl, Republica Democrată Germană, Germania) este o actriță germană. Corinna este fiica unui învățător, ea a terminat primele clase în Großenhain, apoi în Dresda a terminat școala de asistente medicale. Dramaturigie a studiat în Berlin între anii 1978 - 1981.

### Filmografie
- 1980: Polizeiruf 110: Vergeltung?; Regie: Peter Vogel
- 1983: Verzeihung, sehen Sie Fußball?
- 1986: Das Haus am Fluß
- 1986: Der kleine Staatsanwalt
- 1987: Yasemin; Regie: Hark Bohm
- 1988: Fallada – letztes Kapitel
- 1988: Die Schauspielerin
- 1988: Pestalozzis Berg
- 1988: Treffen in Travers
- 1990: Der Tangospieler
- 1991: Zwischen Pankow und Zehlendorf
- 1992: Die Spur des Bernsteinzimmers
- 1992: Thea und Nat; Regie: Nina Grosse
- 1994: Kommissar Beck: Verschlossen und versiegelt [12]
- 1994: Charlie & Louise – Das doppelte Lottchen; Regie: Joseph Vilsmaier
- 1995: Das Versprechen; Regie: Margarethe von Trotta
- 1996: Sexy Sadie; Regie: Matthias Glasner
- 1996: Irren ist männlich
- 1996: Gefährliche Freundin; Regie: Hermine Huntgeburth
- 1997: Knockin’ on Heaven’s Door
- 1998: Solo für Klarinette; Regie: Nico Hofmann
- 1998: Das Mambospiel; Regie: Michael Gwisdek
- 1999: Bis zum Horizont und weiter; Regie: Peter Kahane
- 1999: Der große Bagarozy; Regie: Bernd Eichinger
- 2000: Fandango; Regie: Matthias Glasner
- 2001: Vera Brühne; Regie: Hark Bohm
- 2001: Das Monstrum; Regie: Miriam Pfeiffer)
- 2002: Bibi Blocksberg; Regie: Hermine Huntgeburth
- 2002: Verrückt nach Paris; Regie: Pago Balke und Elke Besuden
- 2002: Erkan und Stefan – Gegen die Mächte der Finsternis
- 2003: Die fremde Frau
- 2003: hamlet X; Regie: Herbert Fritsch
- 2004: Der Untergang; Regie: Oliver Hirschbiegel
- 2004: Bibi Blocksberg und das Geheimnis der blauen Eulen; Regie: Franziska Buch
- 2004: Basta – Rotwein oder Totsein; Regie: Pepe Danquart
- 2005: Wut; Regie: Züli Aladag
- 2005: Rose; Regie: Alain Gsponer
- 2005: Durch diese Nacht sehe ich keinen einzigen Stern; Regie: Dagmar Knöpfel
- 2006: Das Parfum – Die Geschichte eines Mörders; Regie: Tom Tykwer
- 2006: Silberhochzeit; Regie: Matti Geschonneck
- 2006: Elementarteilchen; Regie: Oskar Roehler
- 2006: Helen, Fred und Ted; Regie: Sherry Hormann
- 2007: An die Grenze; Regie: Urs Egger
- 2007: Freigesprochen; Regie: Peter Payer
- 2008: Frei nach Plan; Regie: Franziska Melezky
- 2008: Teufelsbraten; Regie: Hermine Huntgeburth
- 2008: Berlin Calling; Regie: Hannes Stöhr
- 2008: Ein Dorf sieht Mord; Regie: Walter Weber
- 2008: Im Winter ein Jahr; Regie: Caroline Link
- 2009: Whisky mit Wodka; Regie: Andreas Dresen
- 2009: This Is Love; Regie: Matthias Glasner
- 2009: Giulias Verschwinden; Regie: Christoph Schaub
- 2010: Tod einer Schülerin; Regie: Mark Schlichter